# Brno
Brno (phát âm tiếng Séc: [ˈbr̩no] ⓘ; tiếng Đức: Brünn) là thành phố lớn thứ hai và nằm phía nam của Cộng hòa Séc. Thành phố này được thành lập từ năm 1243 mặc dù đã có sự định cư từ thế kỷ thứ 5. Tính đến tháng 1 năm 2022 dân số thành phố là 379.466 người. Brno là thủ phủ của Vùng Nam Moravia và được biết đến như là trung tâm của tòa án hiến pháp Séc, tòa án tối cao, tòa án hành chính, viện kiểm sát tối cao, thanh tra. Xét về truyền thống thì Brno như là thủ phủ của công quốc lịch sử Morava.

## Địa lý
Brno nằm phía ở phần phía nam của Cộng hòa Séc, tại ngã ba của hai con sông Svitava va Svratka. Thành phố là trung tâm văn hóa, chính trị của vùng nam Moravia (dân số ước tính cả vùng khoảng 1 130 000). Đồng thời thành phố cũng là trung tâm của tỉnh Morava, một trong những vùng đất lịch sử của các vị vua Bohemia. Nó nằm trong vị trí giao nhau của những tuyến đường buôn bán cổ đại giữa nền văn minh bắc Âu và nam Âu trong hàng thế kỉ. Nằm ở giữa những vùng đất cao của Bohemia và Morava, phía nam là vùng đất thấp của Morava, Brno có khí hậu điều hòa.

## Lịch sử

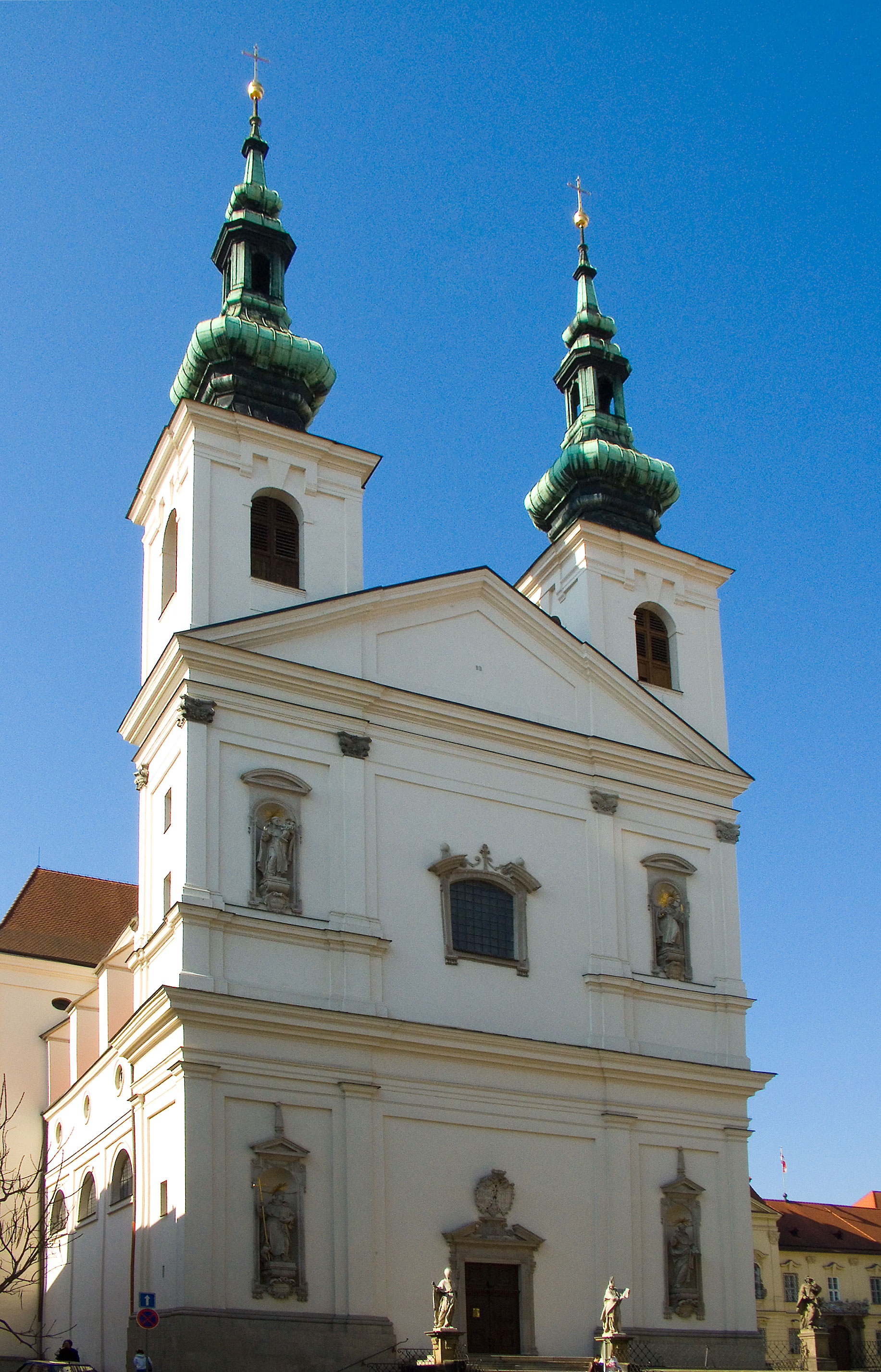
Nhà thờ thánh Michael, Brno

## Brno ngày nay

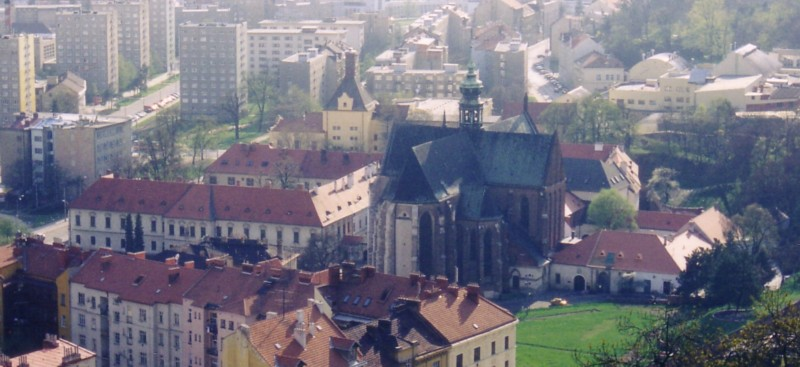
Augustinian monastery and abbey church of the Assumption of Our Lady, Brno

Nhà thờ thánh Peter và thánh Paul

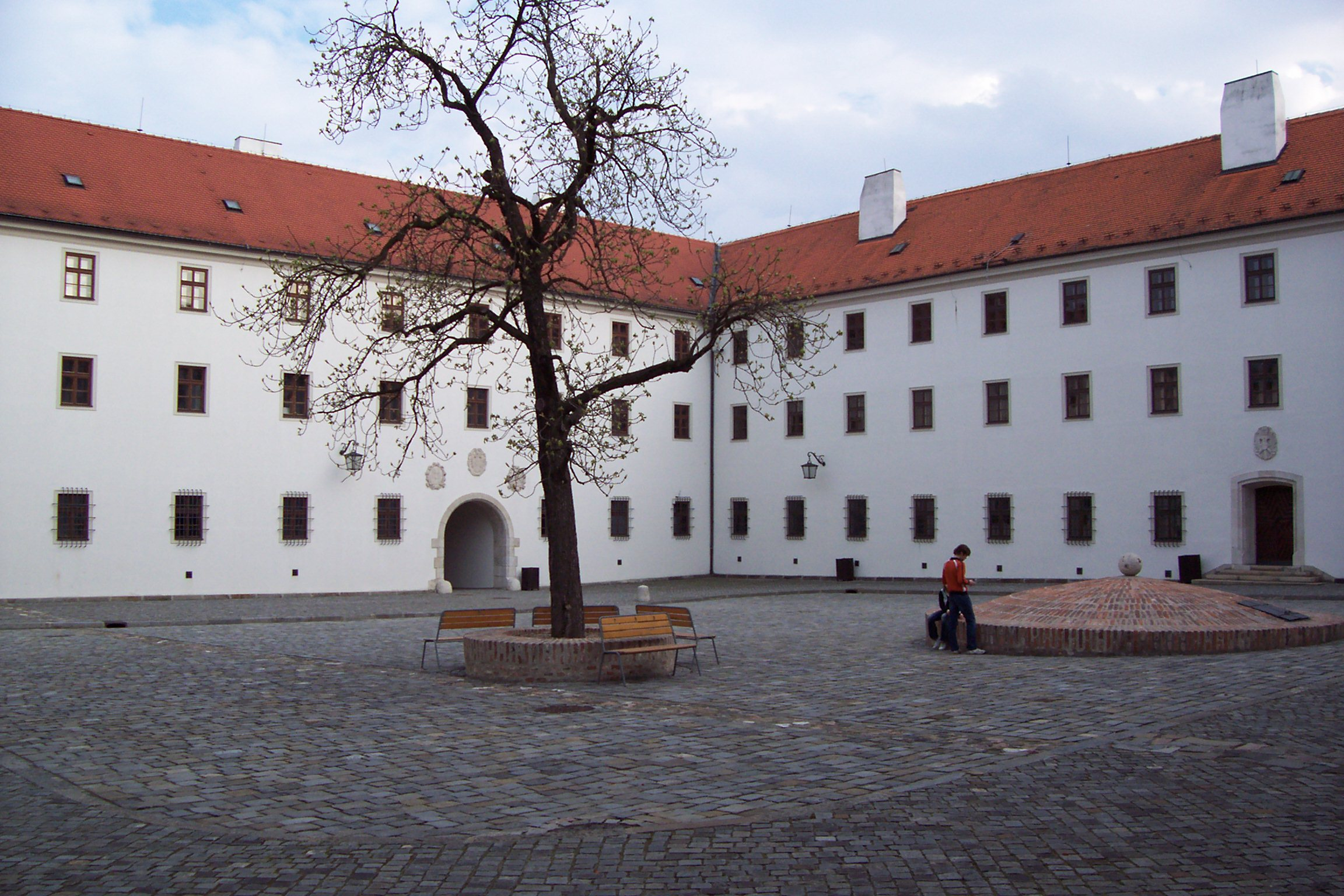
Sân trong của lâu đài Spilberk

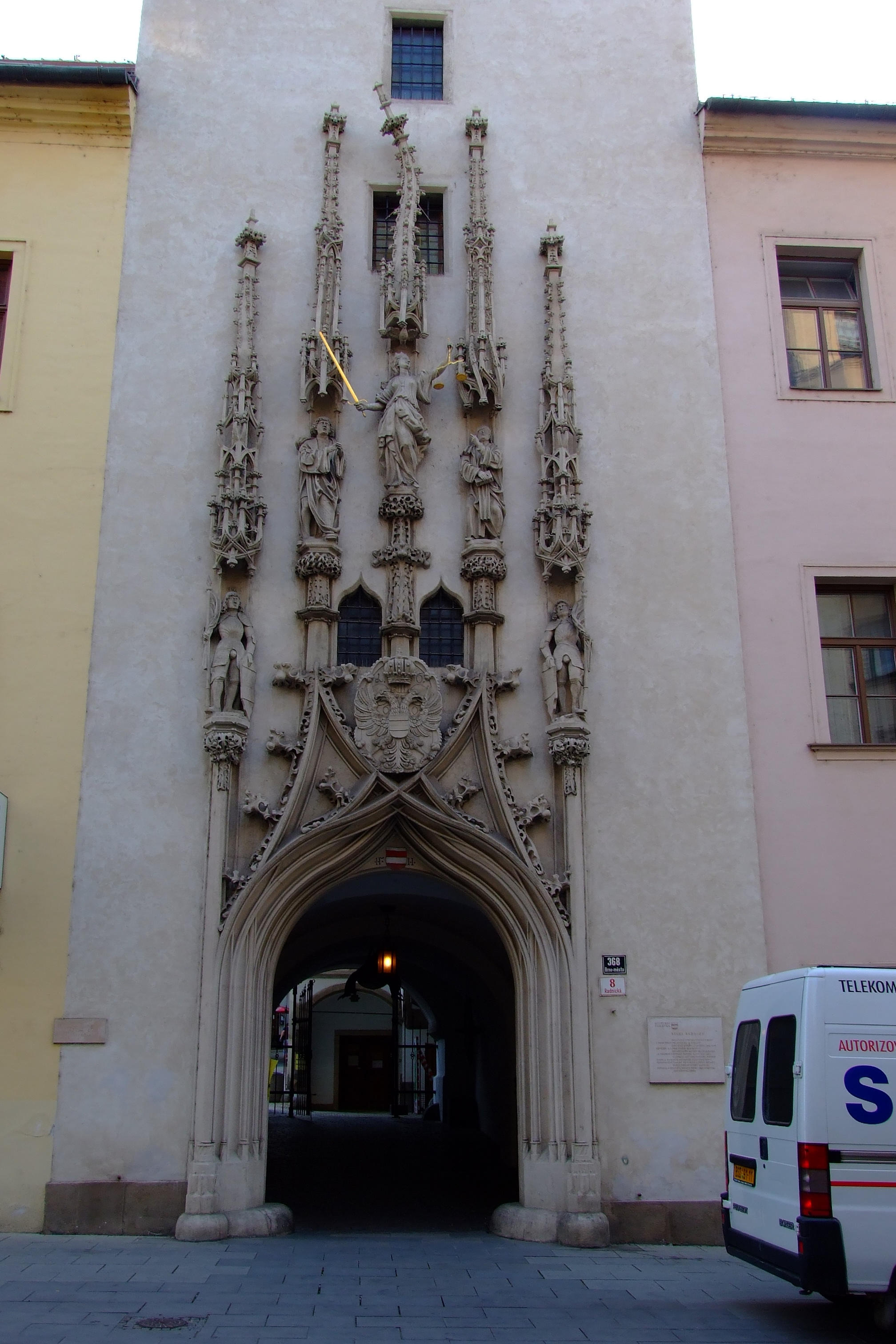
Cổng vào tòa thị chính cũ. Cổng này được thiết kế bởi Anton Pilgram

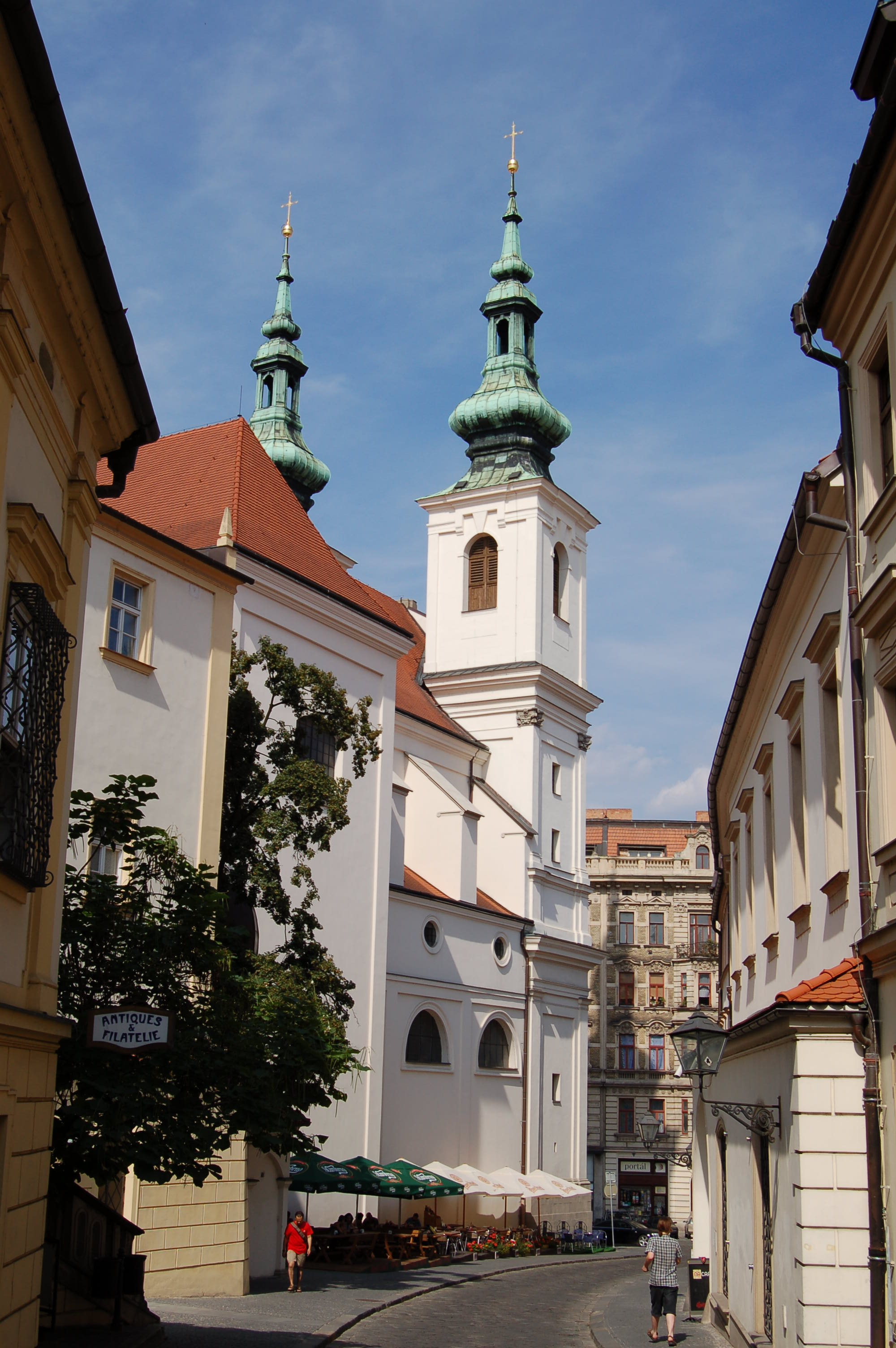
Đường Dominikánská trong trung tâm thành phố

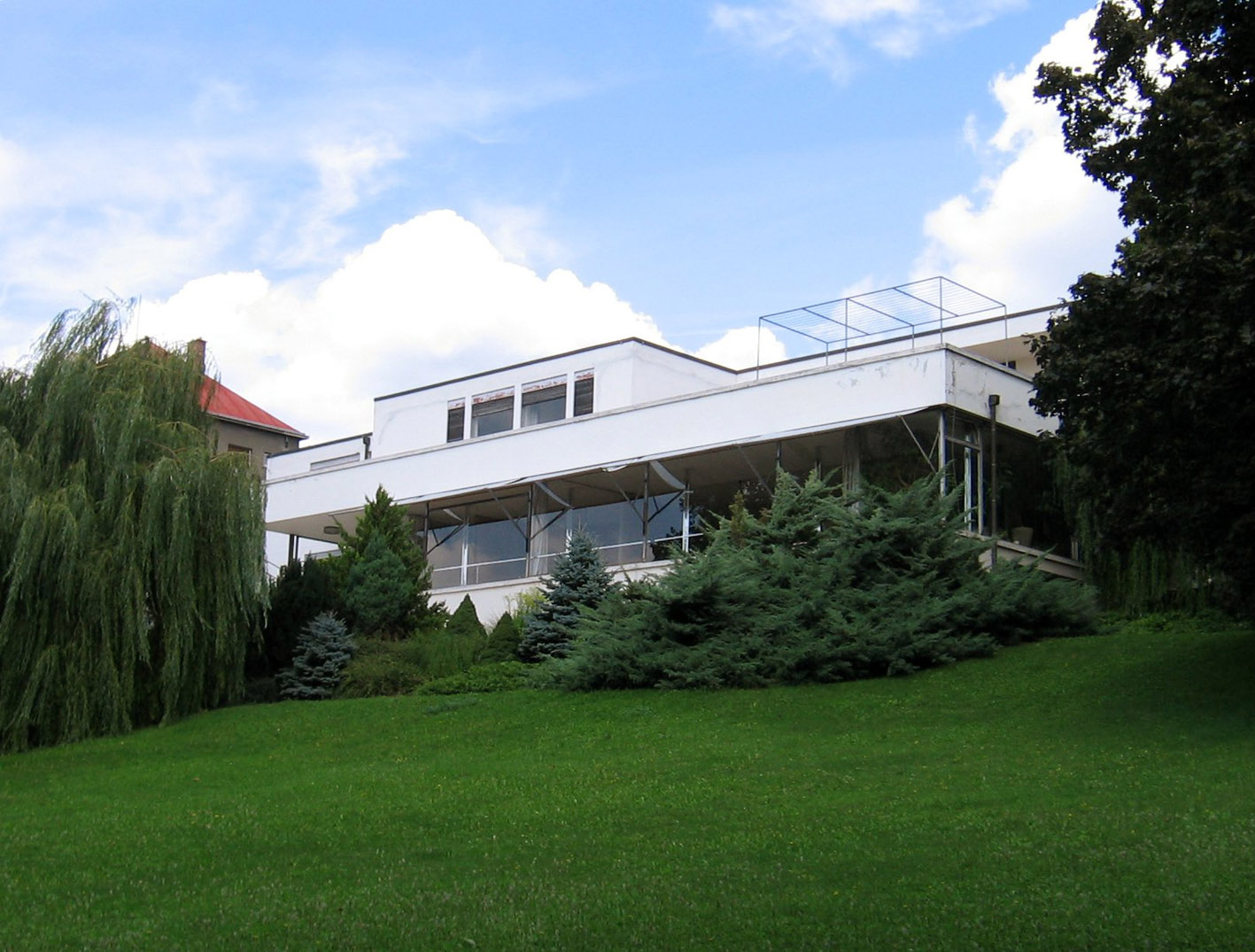
Biệt thự Tugendhat thiết kế bởi Ludwig Mies van der Rohe

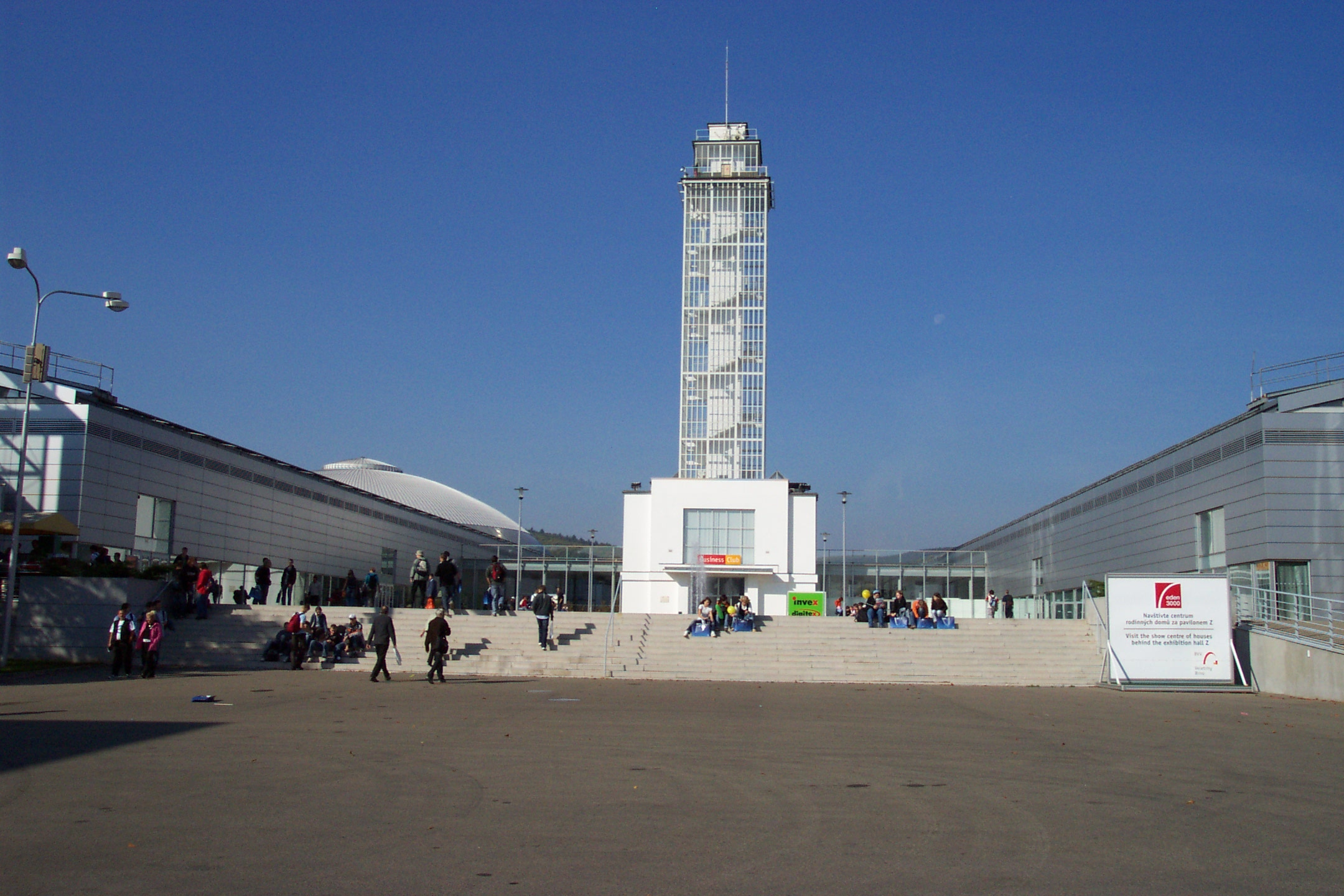
Trung tâm triển lãm Brno

## Hình ảnh

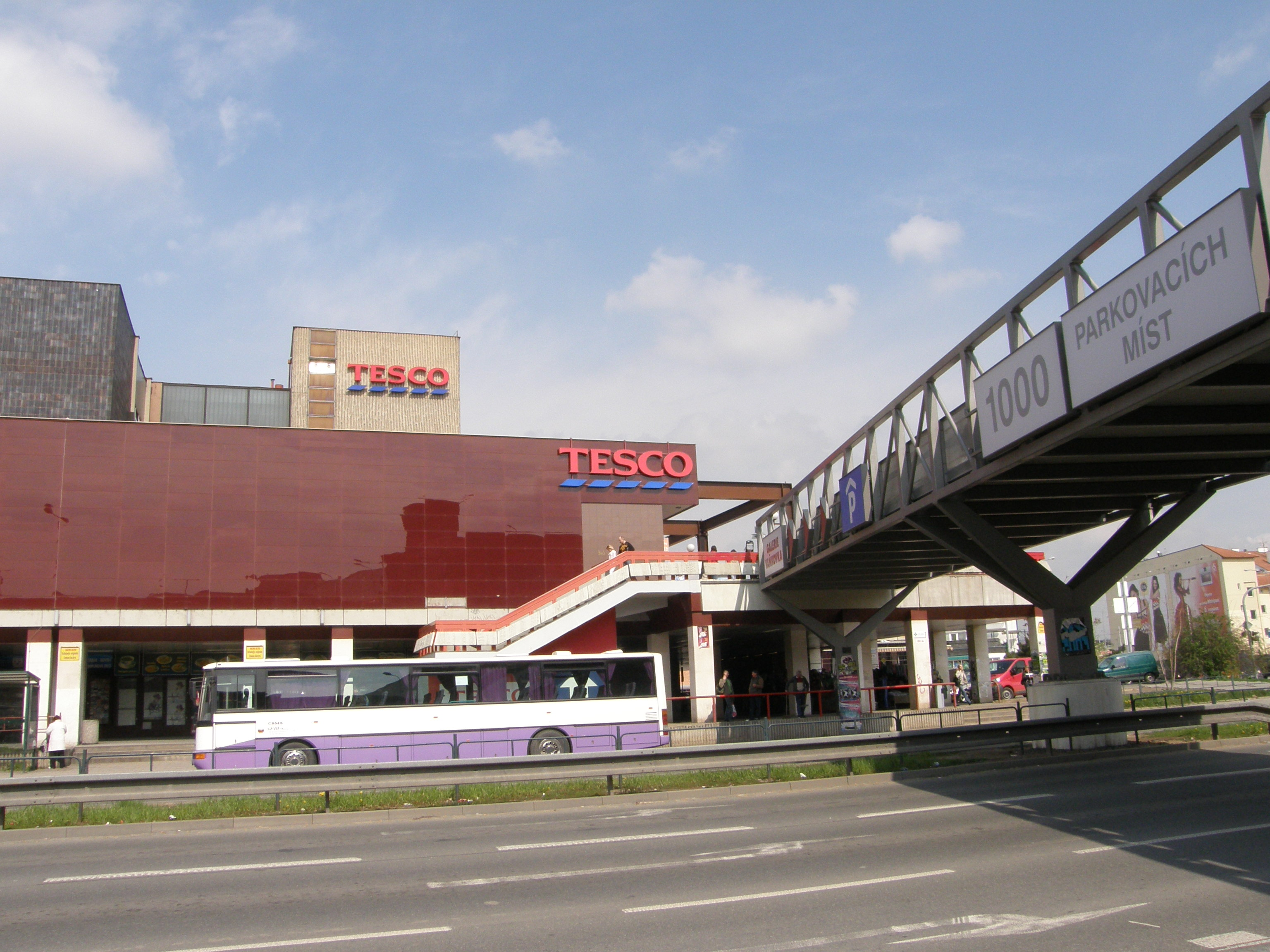
Tesco grocery store
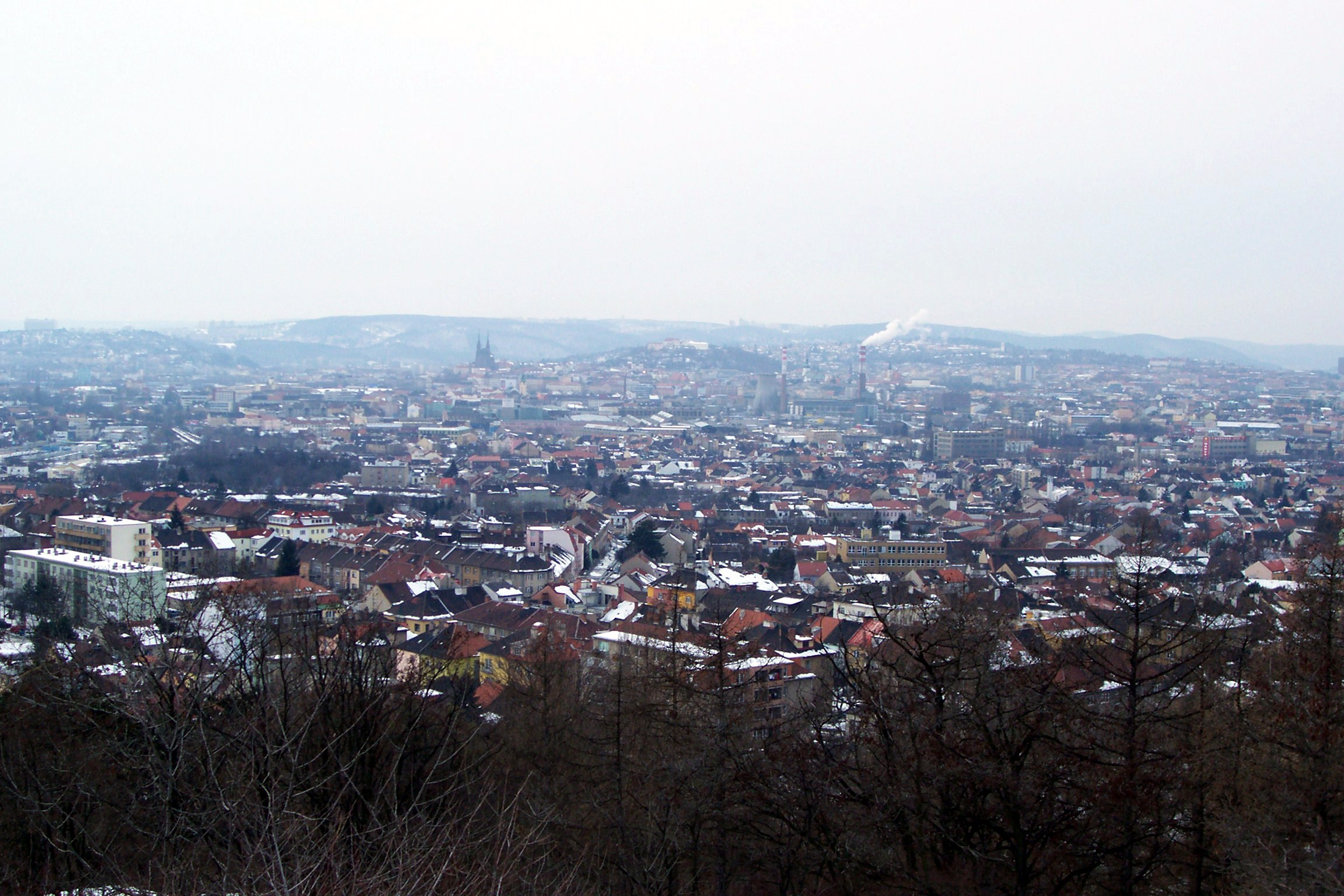
Quang cảnh Brno
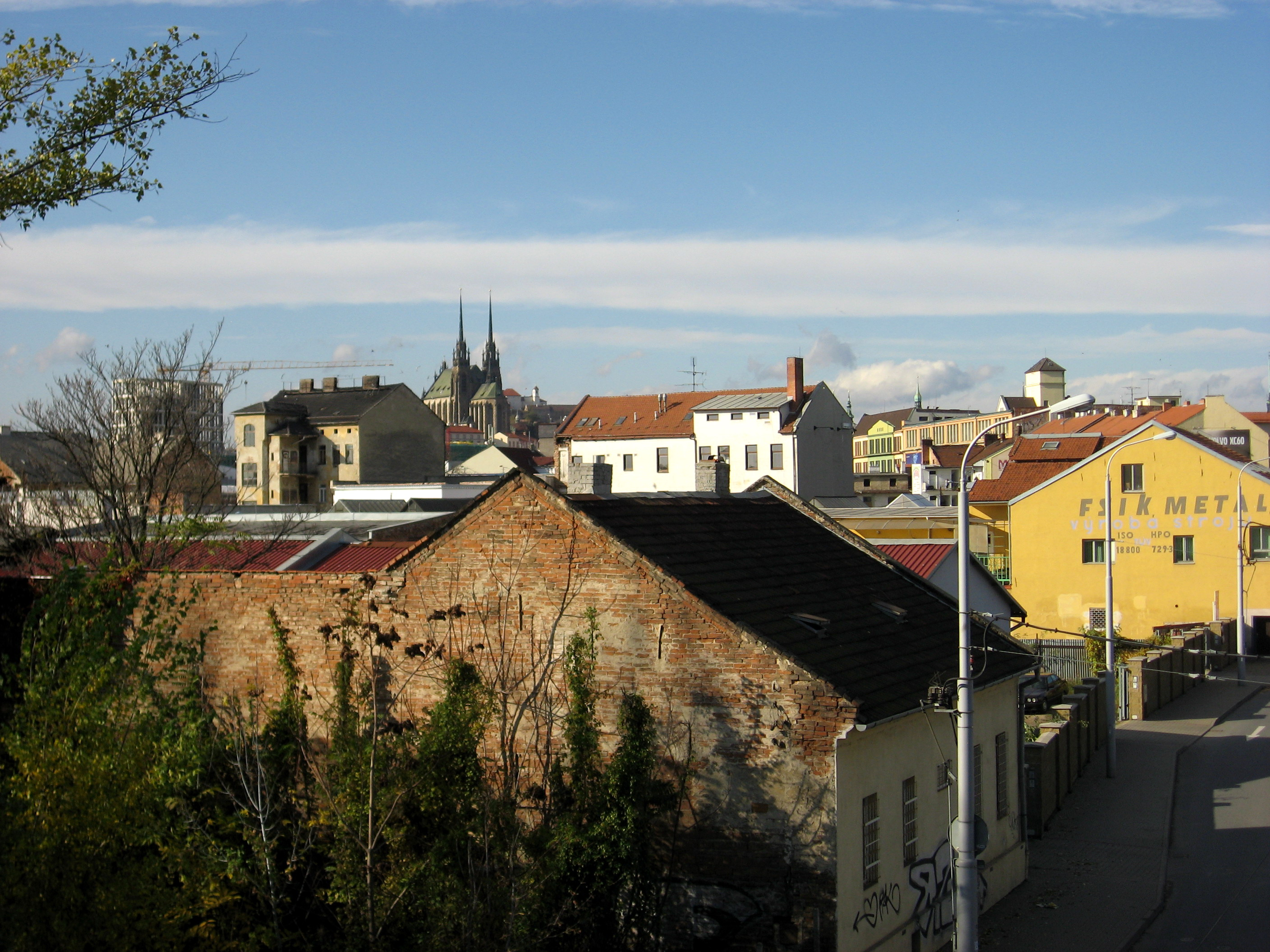
Nhà cửa
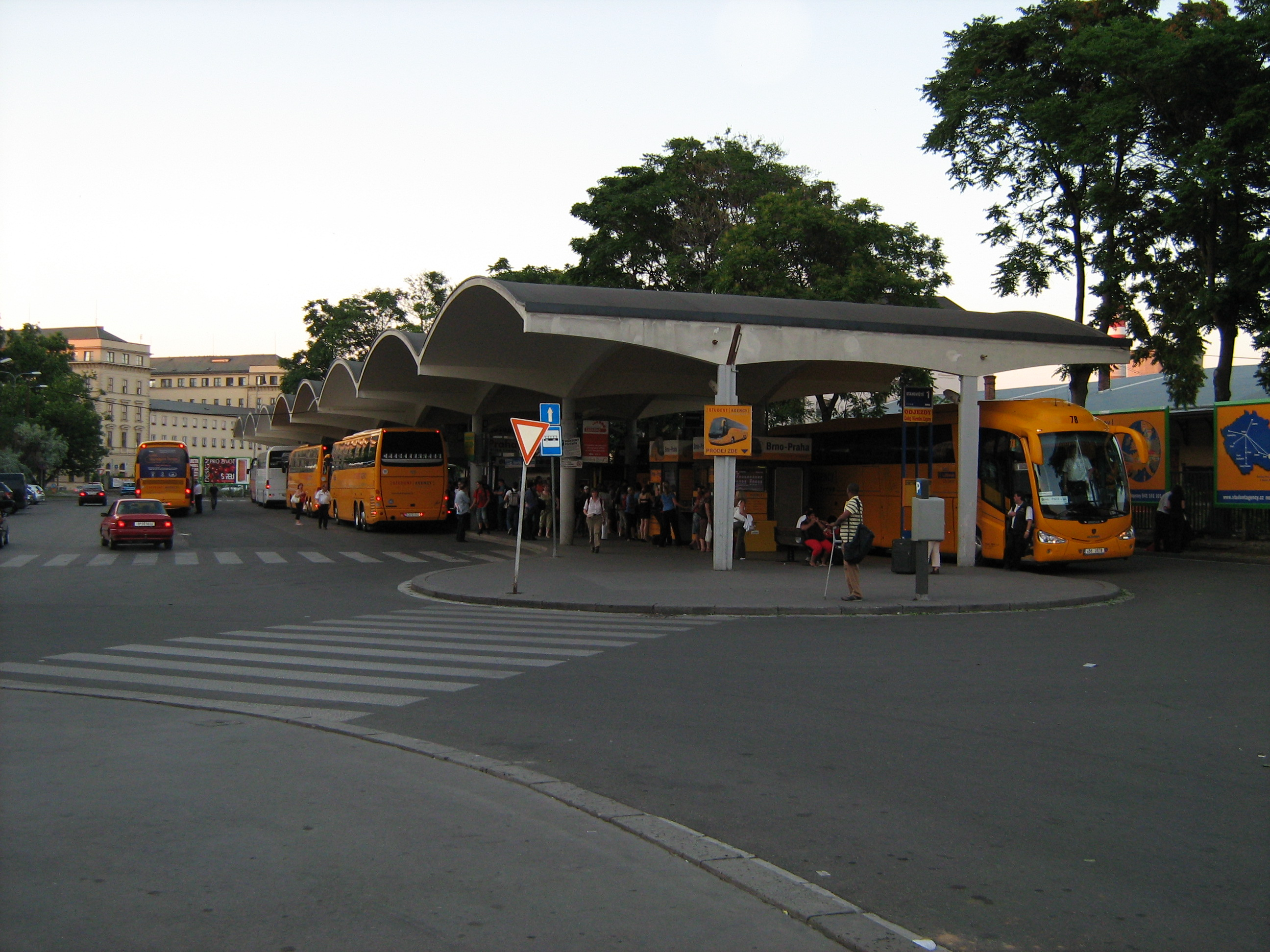
Bến xe khách đường dài
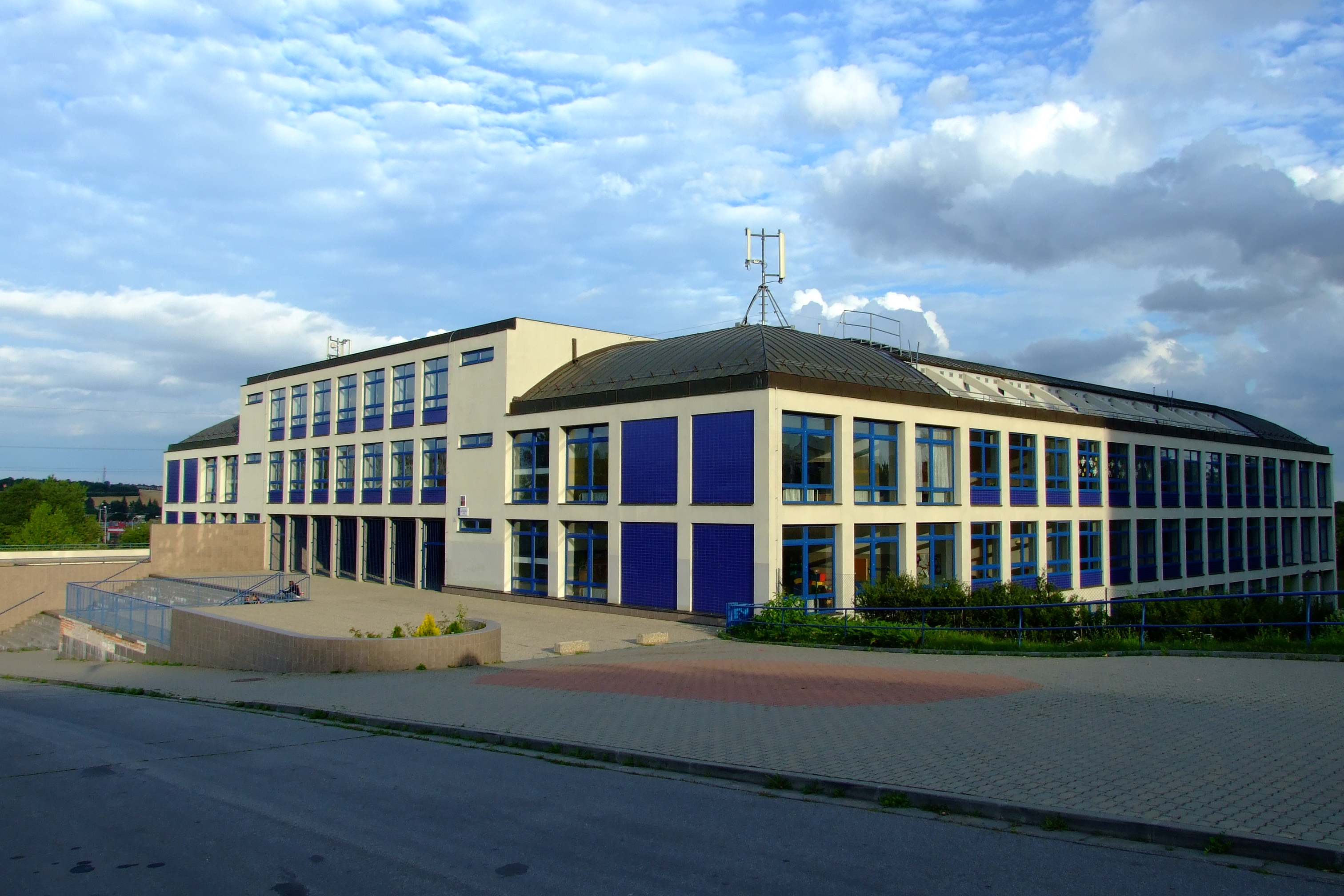
Trường học ở Brno
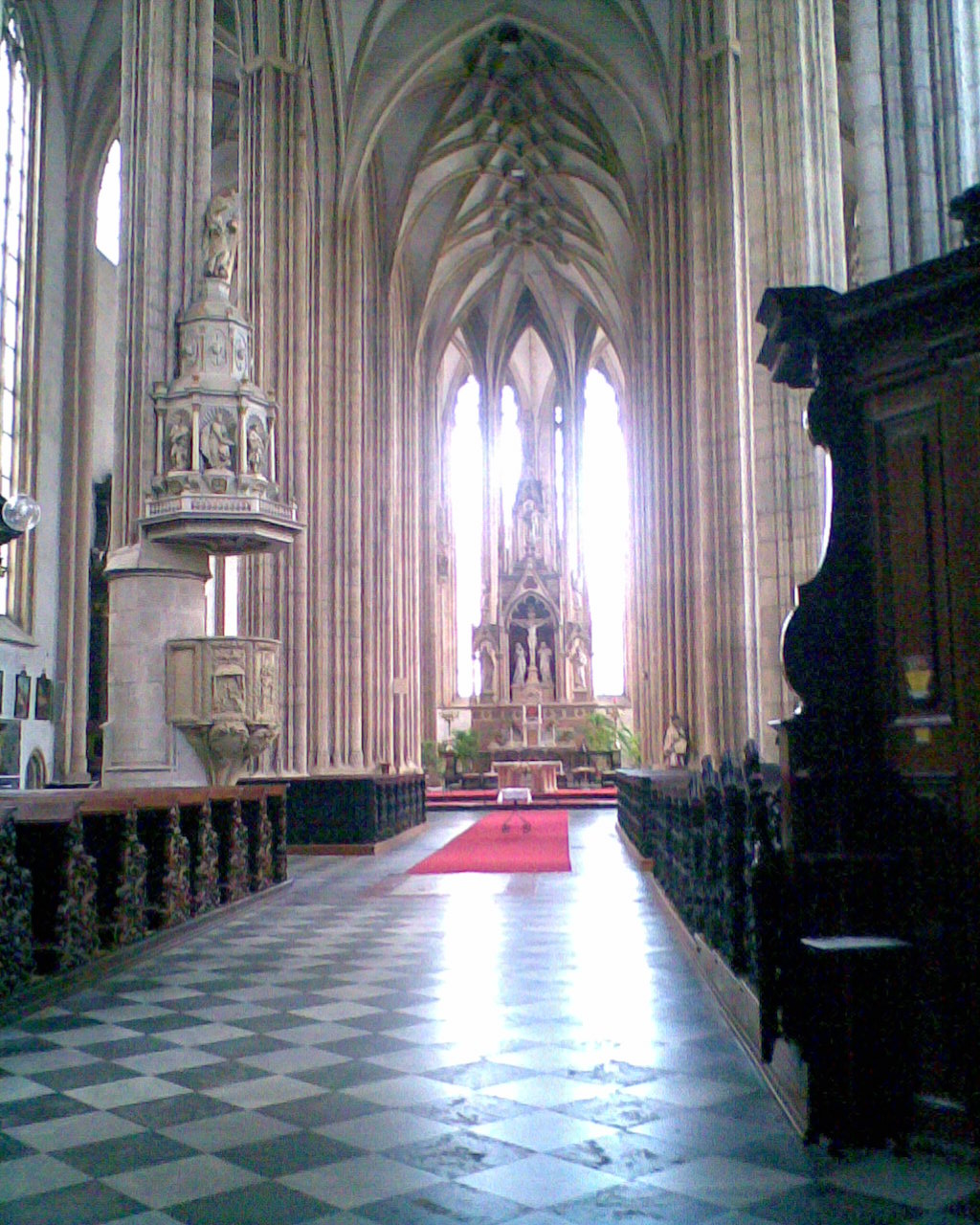
Bên trong nhà thờ thánh Peter và thánh Paul
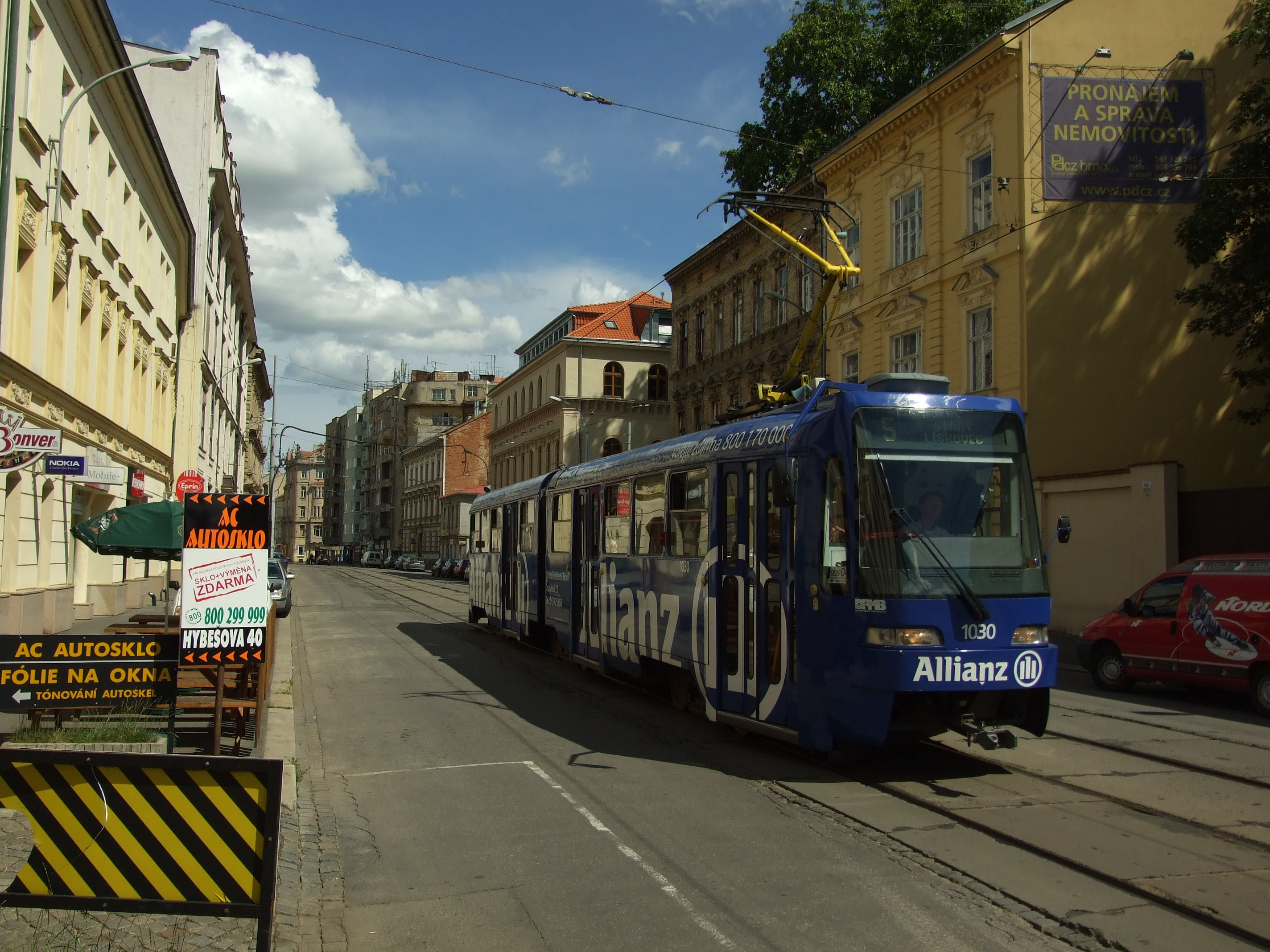
K2R.03-P Tàu điện tại Staré Brno,
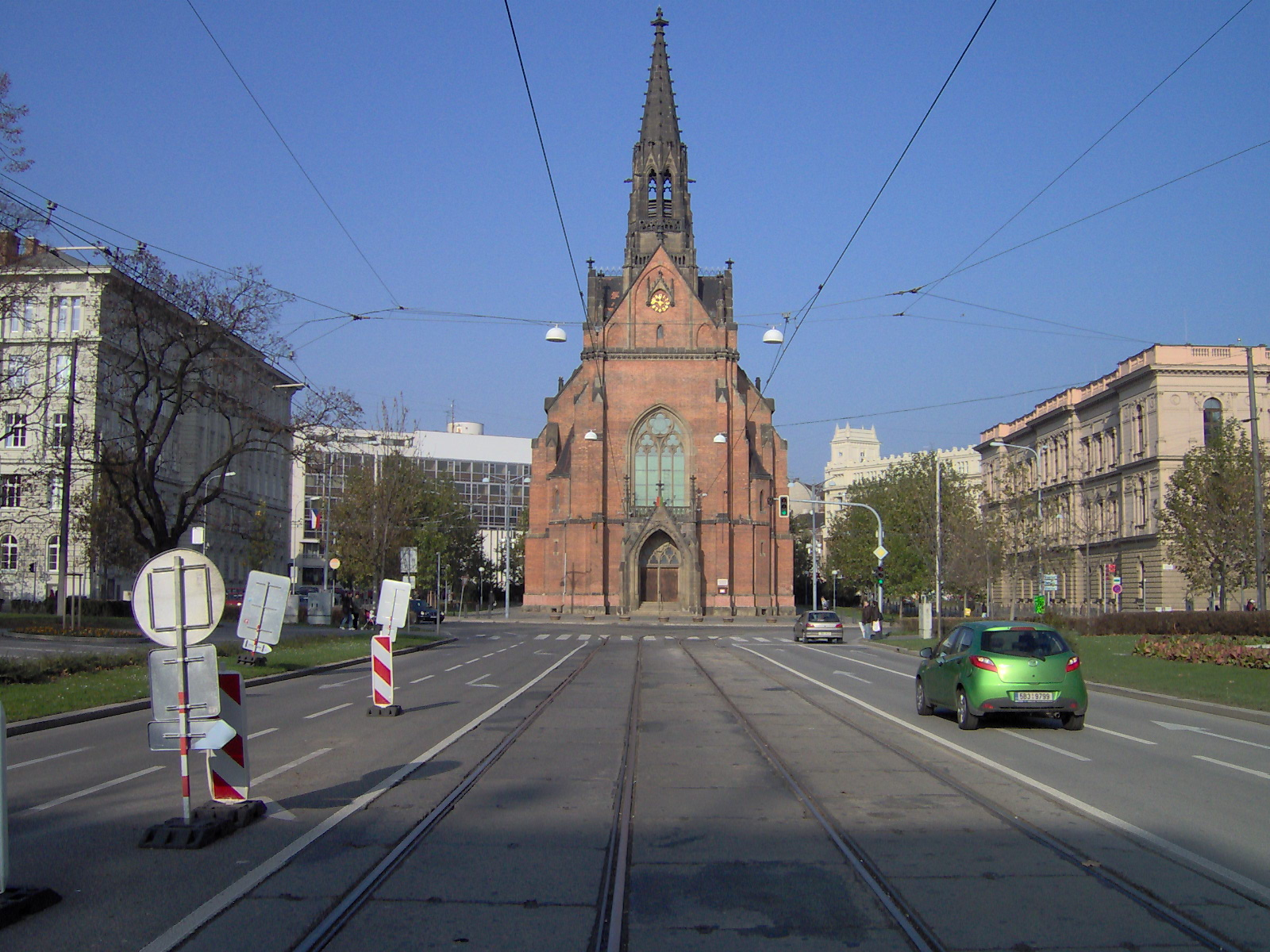
Đường tàu tại quảng trường Comenius
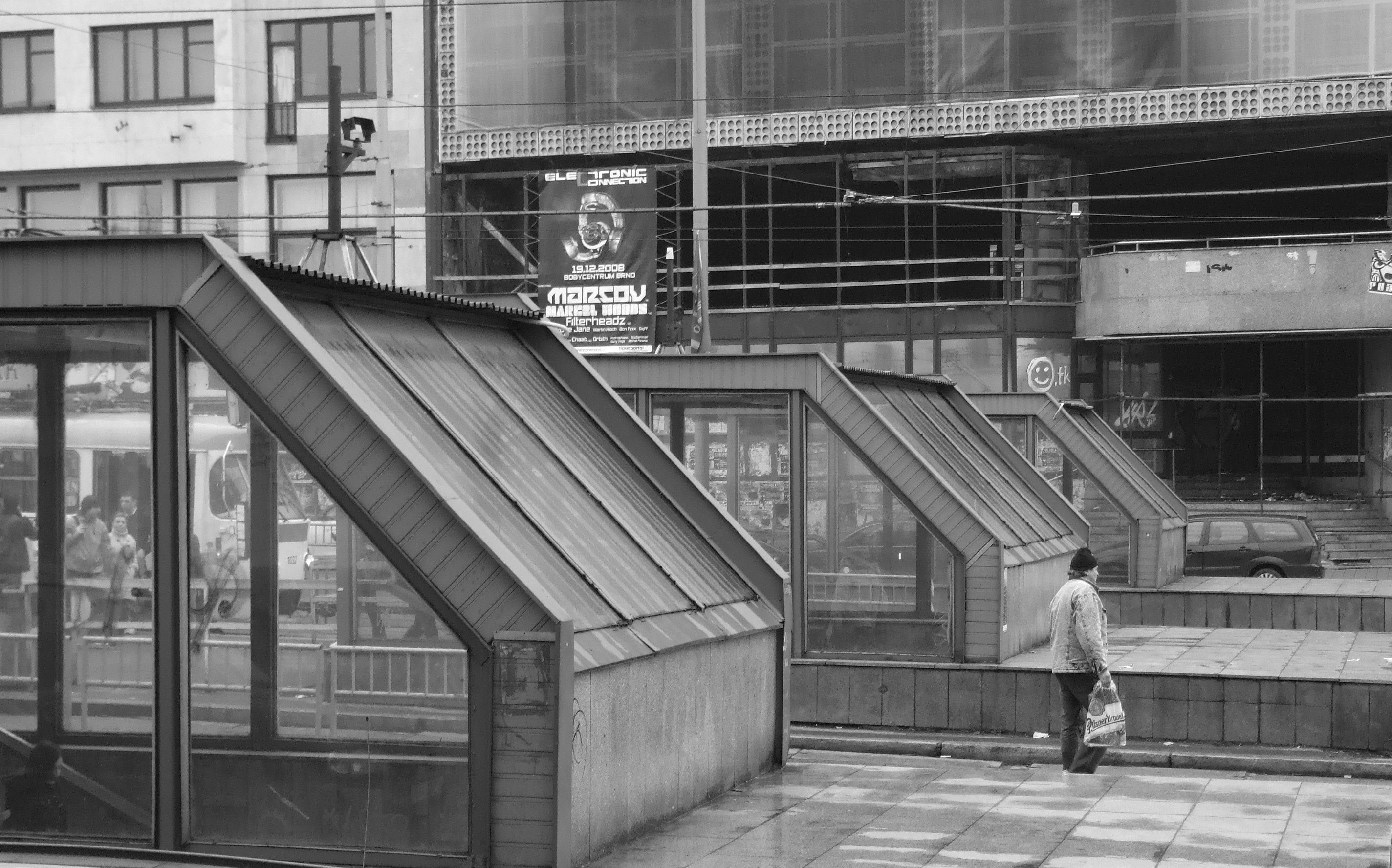
Lối ra dưới lòng đất tại nhà ga.